# Alfonso Sánchez Fisac
Alfonso Sánchez Fisac (Oviedo, 1986) és un polític català, diputat al Parlament de Catalunya en la XI Legislatura i la XII Legislatura. Des de 2019 és també regidor a Tossa de Mar.
Fill de madrileny i daimielenya, va arribar a Sant Boi de Llobregat procedent de Tenerife el 1990 a l'edat de 4 anys. La seva formació destaca per un perfil tècnic i ja a l'edat adulta va ser empresari al sector de la construcció. Encara que, amb la crisis iniciada en 2008 decideix traslladar-se a Tossa de Mar para formar-se en Enginyeria Tècnica en Informàtica de Gestió a la Universitat de Girona i des de 2011 treballa com a programador especialitzat en java a l'empresa de consultoria informàtica Tecnocom (després adquirida per Indra Sistemas). Fins a 2015 col·laborava amb la ràdio local de Tossa de Mar, on presentava un programa musical.
A les eleccions municipals espanyoles de 2015 fou candidat de Ciutadans a l'alcaldia de Tossa de Mar, però no fou escollit. En canvi a les passades eleccions municipals espanyoles de 2019 també fou candidat de Ciutadans - Partit de la Ciutadania a l'alcaldia de Tossa de Mar i va aconseguir el primer regidor taronja al consistori. Ha estat elegit diputat a les eleccions al Parlament de Catalunya de 2015 i a les de 2017.
S'afilia a Ciutadans al 2012 i aviat esdevé membre del Comitè Territorial de Girona, encarregat de traçar l'estratègia i l'acció política a la província.
Així mateix també és el responsable de les Xarxes Socials del partit a la província fins 2016, després de ser elegit diputat al Parlament de Catalunya. Esdevé el primer diputat asturià al Parlament de Catalunya En 2016 fou elegit Responsable d'Organització i Territori a la província de Girona, responsabilitat que abandonaria un any després. En 2017 fou elegit membre nacional de la Comissió de Garanties i Valors de Ciutadans a la IV Assemblea de Ciutadans.